# Castello di Viano (Fivizzano)
Viano è una frazione del Comune di Fivizzano in provincia di Massa-Carrara.

## Storia
Il castello di Viano era al centro di un importante feudo dei Malaspina che comprendeva anche Gragnola e Cortila. Dopo avere fatto parte dei domini della famiglie dei Bianchi d'Erberia entrò nei territori sottoposti al marchese Spinetta Malaspina e quindi in quelli del marchesato di Fosdinovo. Nel 1393 passò nel marchesato di Castel dell'Aquila per entrare a fare parte successivamente di nuovo di quello Fosdinovo, tra il 1559 ed il 1621.
In questo periodo viene costruito il nuovo castello, principalmente a carattere residenziale, forse sui resti di una costruzione medievale. Probabilmente l'edificio non sarà mai portato a termine completamente, se risulta che intorno al 1639 le mura del borgo (che ospitava 140 persone) erano terminate mentre del castello in sé era realizzata solo una torre ed una porta. In un periodo non preciso quanto costruito del castello viene abbattuto, ad eccezione proprio della grande torre circolare.
Del castello e delle mura non resta molto. Sulla cima del colle su cui è assiso il paese spicca la torre rotonda, che forse ebbe funzione di dongione. Dotata di ingresso rialzato rispetto al terreno, era collegata tramite un ponte levatoio con il castello. Dove sorgeva questo adesso c'è una piazza.
Delle mura del borgo, che cingevano tutta la sommità del colle, restano in diverso stato di conservazione le torri semicircolari. Di queste una è stata rinforzata in tempi recenti con cemento armato, tre sono atterrate a livello basamentale, una è pressoché distrutta e l'ultima, costruita vicino alla porta d'accesso, è stata inglobata in un edificio civile.
Incerto è il periodo storico di costruzione, ma da alcuni particolari e dalle feritoie ancora presenti si può supporre che fosse della metà del XV secolo, quando Antonio Alberico I Malaspina dei marchesi di Fosdinovo divenne anche signore di Castel dell'Aquila.